# Slända i bärnsten
Slända i bärnsten (originaltitel: Dragonfly in Amber), är en roman från 1992 av Diana Gabaldon. Romanen är den andra delen i serien Outlander. Romanerna präglas av en blandning mellan inslag av historisk roman och tidsresor. Romanen är en uppföljare till Främlingen (1991).

## Handling

### Skottland 1968
Claire återvänder till Skottland med sin tjugoåriga dotter Brianna. Hon hoppas få reda på vad som hände med männen från Lallybroch efter slaget vid Culloden. Efter att ha upptäckt Jamie Frasers gravsten på en övergiven kyrkogård, berättar Claire för Brianna och Roger Wakefield, vem som egentligen är Briannas far.
Berättelsen går sedan bakåt i tiden, till när Claire och Jamie bodde i Paris efter att ha lämnat klostret i slutet av den föregående delen i Outlander-serien, Främlingen (1991). När berättelsen fortsätter får vi reda på Claire och Jamie Frasers kamp för att stoppa det jakobitiska upproret, och det blodiga slaget vid Culloden - och också varför Claire återvände till framtiden.

### Paris 1744
I slutet av Främlingen övertalar Claire Jamie att de ska göra allt som står i deras makt att stoppa det jakobitiska upproret, och slakten som följer. Efter att de fått reda på att Charles Stuart försöker få pengar från den franska kungen, Ludvig XV, reser de till Paris. I Paris går Jamie med på att jobba med sin kusin Jared, eftersom många av hans franska släktingar är jakobiter och är välplacerade i societeten, försäkrar det dem möten med Charles Stuart och många välbehövliga medlemmar ur den franska aristokratin. Så medan de sköter Jared Frasers vinaffärer, börjar Jamie och Claire planera för att försöka stoppa Charles Stuart.
Men deras liv avbryts snart av Jack Randalls ankomst, en person som de trodde hade dött i Wentworthfängelset. Jamie utmanar Randall i en duell i Bois de Boulogne. Trots att han har lovat Claire att skona Randalls liv för att rädda Frank, Claires förra man. Han dödar inte mannen, men skadar honom så att han blir impotent. Claire förlorar barnet hon bär på efter att ha bevittnat duellen, och tas till l'Hôpital des Anges, där de tror att hon inte kommer att överleva. Jamie spärras in i Bastiljen för att ha duellerat.

### Skottland 1745. Upproret
Efter att ha återhämtat sig från missfallet, lyckas Claire befria Jamie från fängelset. Ett av villkoren för att han ska släppas ut från fängelset, är att han måste lämna Frankrike, så de seglar tillbaka till Skottland. Väl tillbaka i Skottland sätter sig Claire och Jamie in i bondelivet på Lallybroch, Jamies barndomshem, tillsammans med hans syster Jenny och hennes familj. Dock får Jamie ett brev från Charles Stuart, där han tillkännager sitt försök att återta Skottlands tron. Detta går inte att fly ifrån, eftersom Charles har uppgett Jamies namn på brevet som en av sina anhängare. Upproret har börjat.
När han ser att det inte finns något annat val än att slåss för Charles Stuart, samlar Jamie männen från Lallybroch för att förena sig med Charles arme. De segrar i slaget vi Prestonpans, men turen vänder sig snart emot jakobiterna. Upproret kulminerar i det ödesdigra slaget vid Culloden. Jamie, som vet att skottarna inte kommer att segra vid Culloden, tar Claire med sig till Craig na Dun, där han tvingar henne att resa tillbaka till sin egen tid. Innan hon går berättar Jamie för Claire att han vet att hon är gravid igen. Efter att ha sänt henne genom stenarna återvänder Jamie till Culloden, där han bestämmer sig för att dö.

### 1968 igen
Den långa tillbakablicken avslutas, och läsarna får veta att barnet som Claire bar genom stenarna är Brianna. Claire förklarar att Frank frågade Claire var hon hade varit under sin frånvaro, men att han hade vägrat tro på henne, eftersom han trodde att hon var mentalt instabil. Claire sa åt honom att lämna henne, men eftersom han misstänkte att han var steril och desperat längtade efter ett barn, bad han Claire att tillåta honom vara hennes barns far, och att bara berätta sanningen för Brianna efter att han hade dött. Boken slutar med att Roger informerar Claire att Jamie inte dog vid Culloden. Och orsaken till att Claire ville att Roger skulle vara närvarande när hon avslöjade sanningen om Briannas far.